# 夢想家 The Dreamer
《夢想家》（英語：The Dreamer）是香港歌手方大同的第十張國語專輯，於2024年10月18日推出。這也是他生前的最後一張專輯。

## 專輯簡介

### 背景
《夢想家 The Dreamer》這張專輯原訂於2020年開始製作，但在隔年初因方大同嚴峻的健康問題和嚴重特殊傳染性肺炎疫情而延宕。直到2022年中，方大同的健康狀況稍有改善。但礙於病中仍有不適，幾乎所有歌曲都是他在餐桌上用手持麥克風錄製的，在專輯發行四個月後的2月21號，方大同最終還是因氣胸後遺症導致的肺部纖維化離世，年僅41歲。

### 製作概念
方大同表示：「很長一段時間裡，我的行動能力受限，但腦海中依然充滿靈感和想法。我做了筆記，並錄製了簡單的語音備忘錄以便日後回顧。每當情況容許，我就會在電腦的筆記本上一步一步梳理這些想法。」
這般驟變也為他埋下了一顆新的音樂種子。相較於前作盡展「黑」的氣派和「金」的華麗雙碟《JTW 西遊記》，此次的內斂輪廓從先行曲〈才二十三〉的沉靜就可窺見。方大同回想著：「我心裡清晰地知道，我要製作一張聽起來自然且簡約的專輯，既多樣化又不複雜，既復古又與當下契合。在我人生中這個特別的時刻，雖然萬事停滯不前，但也給予了我充分的時間去反思過去、認真思考眼前的一切，並幻想著未來。」

2022年中，方大同的健康稍有改善。他以「我渴望將自己的弱勢轉化為力量，並創作出一張讓我深感自豪的專輯」的信念，著手用他擅長的聲音設計和配器，靈巧細緻又不張揚地為這趟人生境遇寫下一份音樂回憶錄。他也透露：「我最喜歡《夢想家》的地方在於它打破了流派標籤的束縛。儘管它可以歸為流行樂，但實際上它融合了多種風格，幾乎完美地捕捉到了音樂所能表達的純粹快樂。」

## 曲目列表
| 曲序     | 曲目         |          | 时长  |
| -------- | ------------ | -------- | ----- |
| 1.       | XZMHXDXH     | 方大同   | 3:28  |
| 2.       | 江湖中人     | 方大同   | 3:06  |
| 3.       | GF           | 方大同   | 4:44  |
| 4.       | Tango        | 方大同   | 2:44  |
| 5.       | 才二十三     | 方大同   | 3:44  |
| 6.       | 誰知愛是什麼 | 方大同   | 3:02  |
| 7.       | 我不是農人   | 方大同   | 3:10  |
| 8.       | 那沙漠里的水 | 方大同   | 2:41  |
| 9.       | 回留         | 崔惟楷   | 3:56  |
| 10.      | 沒啥好說     | 方大同   | 3:29  |
| 总时长： | 总时长：     | 总时长： | 34:08 |

## 音樂錄影帶
| 歌名         | 首播日期       | 首播頻道                                       |
| ------------ | -------------- | ---------------------------------------------- |
| 沒啥好說     | 2024年12月13日 | 方大同官方Youtube頻道                          |
| XZMHXDXH     | 2025年1月18日  | 方大同官方Youtube頻道                          |
| 那沙漠里的水 | 2025年2月10日  | 方大同官方Youtube頻道                          |
| 才二十三     | 2025年6月28日  | 第36屆金曲獎部分播出，可能是部分找到的失傳媒體 |
| 我不是農人   | 2025年7月14日  | 方大同官方Youtube頻道                          |

## 相關獎項或提名

### 個人獎項
- 香港：2024年度亞洲流行音樂大獎-最佳製作人
- 香港：2024年度亞洲流行音樂大獎-年度20專輯
- 中國大陸：第3屆浪潮音樂大賞-最佳男歌手

### 專輯《夢想家》
- 香港：2024年度亞洲流行音樂大獎-年度歌曲
- 香港：2024年度亞洲流行音樂大獎-年度20金曲
- 中國大陸：第3屆浪潮音樂大賞-年度專輯
- 中國大陸：第3屆浪潮音樂大賞-年度製作 (提名)
- 台灣：第36屆金曲獎-評審團獎 (獲獎)[5]
- 台灣：第36屆金曲獎-年度專輯獎 (提名)
- 台灣：第36屆金曲獎-最佳華語專輯獎 (提名)

### 歌曲《才二十三》
- 台灣：第22屆HITO流行音樂獎-hito作詞人
- 台灣：第36屆金曲獎-最佳作曲人獎 (獲獎)[6]
- 台灣：第36屆金曲獎-年度歌曲獎 (提名)
- 台灣：第36屆金曲獎-最佳作詞人獎 (提名)